# Catherine Picart
Catherine Picart, née le 24 octobre 1971, est une biophysicienne française. Elle est actuellement directrice de recherche au CEA de Grenoble et directrice du département Santé de l'Institut de recherche interdisciplinaire de Grenoble (IRIG). Ses travaux portent sur l’ingénierie de biomatériaux pour le contrôle de la formation de tissus biologiques.

## Biographie
Diplômée de l’Institut polytechnique de Grenoble, Catherine Picart soutient un doctorat en Ingénierie Biomédicale en 1997 à l’université Joseph-Fourier (Grenoble-I) et devient post-doctorante à l’université de Pennsylvanie (UPENN) en 1998.
De 1998 à 2004, elle est maître de conférences à l’université Louis Pasteur de Strasbourg où elle travaille dans le domaine des biomatériaux. En 1998, elle rejoint l’université de Montpellier comme professeure au sein du département Biologie et Santé pour créer une équipe en biophysique cellulaire et biomimétisme.
Elle obtient le Prix Jean-Marc Lhoste de la Société française de biophysique en 2007 et devient membre junior de l’Institut universitaire de France de 2007 à 2012.
De 2008 à 2019, elle est professeure à l’Institut polytechnique de Grenoble et anime une équipe de recherche sur l’étude des interfaces entre les matériaux et la matière biologique au sein du LMGP (CNRS/INPG). En 2016, elle est professeure invitée à l'université de Boston avec le soutien d’une bourse de la Commission franco-américaine Fulbright.
Catherine Picart a été lauréate de l’ERC (Conseil européen de la recherche) à quatre reprises, en 2010 pour l'ERC Consolidator Grant BIOMIM2 et pour trois Proofs of Concept (2012 - OSCODI),  2015 - Bioactivecoatings) et en 2017 - Regenerbone. Elle a eu plusieurs responsabilités au niveau national et international, notamment comme experte en biophysique et biomatériaux pour des organismes nationaux (CNU, comité national du CNRS) ou internationaux (agences européennes de financement).
Ses travaux portent sur l’ingénierie de biomatériaux pour le contrôle de la formation de tissus biologiques, de la cellule unique à la régénération de tissus in vivo et sur des modèles expérimentaux biophysiques de biomimétisme cellulaire.
Elle est auteure ou coauteure de cent trente publications scientifiques dont douze articles de revue et de trois brevets américain ou européen.
Elle est nommée membre senior de l'Institut universitaire de France pour la période 2016-2021.

## Distinctions
- 2012 :  Chevalière de l'ordre national du Mérite[10].
- 2016 : Médaille d’argent du CNRS en 2016 au titre de l’Institut de chimie[11].
- 2019 : Grand prix Emilia Valori de l'Académie des Sciences[12]